# 314 a.C.
Il 314 a.C. (CCCXIV a.C. in numeri romani) è un anno  del IV secolo a.C.

## Eventi
- Cina: Zhou Nan Wang diventa re della Dinastia Zhou.
- Cina: nel regno di Qin viene fondata la città di Guilin.
- Messina viene occupata da Agatocle.
- L'isola di Delo viene dichiarata libera e indipendente.
- Roma
  - Consoli Marco Petelio Libone e Gaio Sulpicio Longo III
  - Dittatore Gaio Menio Publio
  - Conquistate Sora, Ausona, Minturno, Vescia e Luceria

## Morti
- Alessandro, militare macedone antico
- Senocrate, filosofo greco antico (n. 396 a.C.)